# Rostbrynad tangara
Rostbrynad tangara (Melopyrrha violacea) är en fågel i familjen tangaror inom ordningen tättingar. Den förekommer i Västindien, huvudsakligen i Bahamas samt på Jamaica och Jamaica.

## Utseende och läte
Rostbrynad tangara är en knubbig, finkliknande tangara med karakteristisk fjäderdräkt: mörkgrå till svart kropp kontrasterande mot orangerött i ett ögonbrynsstreck, på strupen och på undergumpen. Sången består av en anspråkslös serie med ljusa "zit" eller "seet", ibland följd av höga och tunna sträva toner. Lätet liknar de enskilda tonerna från sången.

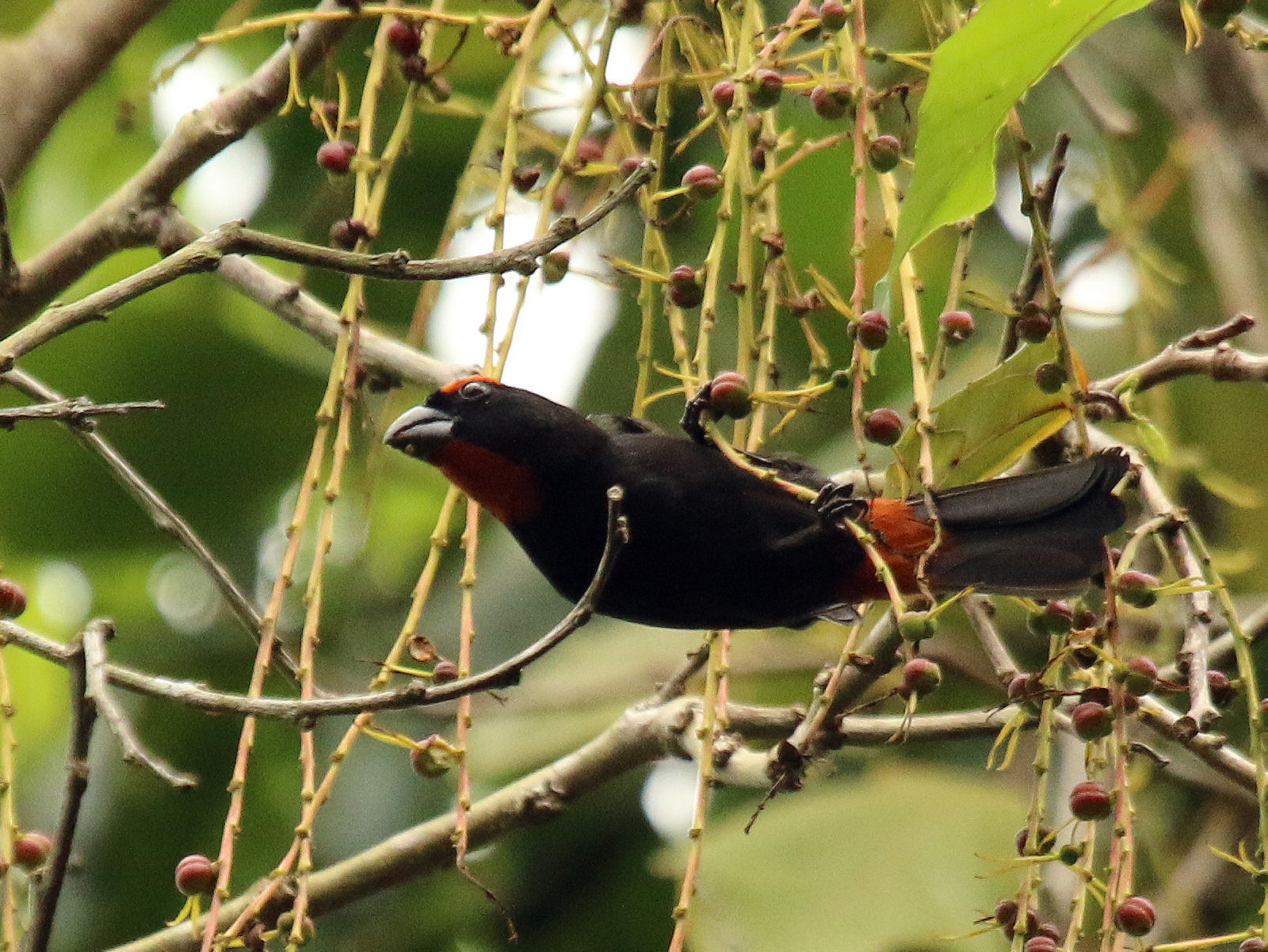

## Utbredning och systematik
Rostbrynad tangara förekommer i Västindien. Den delas in i fem underarter med följande utbredning:
- Melopyrrha violacea violacea – förekommer på Bahamas och Caicosöarna
- Melopyrrha violacea maurella – förekommer på Tortue, Gonâve och Saona öarna (utanför Puerto Rico)
- Melopyrrha violacea affinis – förekommer på Hispaniola och Isla Catalina
- Melopyrrha violacea parishi (inkluderas ofta i affinis[källa behövs]) – förekommer på Ile a Vache och Isla Beata (utanför Hispaniola)
- Melopyrrha violacea ruficollis – förekommer på Jamaica

Ofta urskiljs även underarten ofella med utbredning på centrala och östra Caicosöarna.[källa behövs]

### Släktestillhörighet
Arten placerades tidigare i släktet Loxigilla. DNA-studier visar dock att den står nära kubafinken i släktet Melopyrrha och förs numera allt oftare dit.

### Familjetillhörighet
Liksom andra finkliknande tangaror placerades denna art tidigare i familjen Emberizidae. Genetiska studier visar dock att den är en del av tangarorna.

## Levnadssätt
Rostbrynad tangara hittas i täta buskage i en rad olika miljöer, från fuktiga skogar till torra buskmarker och trädgårdar. Den är tillbakdragen, men inte särskilt skygg.

## Status
Arten har ett stort utbredningsområde och beståndet anses stabilt. Internationella naturvårdsunionen IUCN listar den därför som livskraftig (LC).